# 顧曉剛
顧曉剛（1988年8月11日—），中國大陸導演。

## 生平
2019年所執導電影《春江水暖》，被選為第72屆坎城影展「國際影評人週」單元的閉幕片。

## 外部連結
- 顧曉剛在豆瓣上的资料（简体中文）
- 顧曉剛在互联网电影资料库（IMDb）上的資料（英文）